# نادي الصفاء (لبنان)
نادي الصفاء اللبناني هو نادٍ رياضي لبناني من بيروت. تأسس في عام 1933. يلعب في الدوري اللبناني لكرة القدم.

## تاريخ النادي
في وطى المصيطبة هذه المنطقة التي تقع في قلب العاصمة بيروت كانت مهدا ً لنادٍ عريق من نوادي الدرجة الأولى ولد فيها سنة 1933 على المستوى الشعبي وابصر النور رسميا ً عام 1948 بموجب القرار العلم والخبر الرقم 4073 وكان مؤسسوا النادي نخبة من أبناء هذه المنطقة وهم السادة :
- ماهر نجيب وهاب
- أنيس يوسف نعيم
- حسيب سعيد الجردي
- امين يوسف حيدر
- شفيق محمود نادر
- توفيق سليم الزهيري
- أديب شكيب حيدر

وقد صدر العلم والخبر الرقم 4073 بتاريخ 23 كانون الأول 1948 مانحا ًا لصفاء حق مزاولة كرة القدم وكانت هيئته الإدارية مكونة من السادة :
- شفيق محمود نادر
- توفيق الزهيري
- أديب حيدر
- شفيق نادر (ممثل الجمعية تجاه الحكومة)